# Röplabda a 2008. évi nyári olimpiai játékokon
A 2008. évi nyári olimpiai játékokon a röplabdatornákat augusztus 9. és 24. között rendezték. Férfiak és nők számára egyaránt volt teremröplabda- és strandröplabdatorna, így összesen négy versenyszámot rendeztek.

## Éremtáblázat
(A rendező ország csapata eltérő háttérszínnel, az egyes számoszlopok legmagasabb értéke vagy értékei vastagítással kiemelve.)
| A 2008. évi nyári olimpiai játékok éremtáblázata röplabdában | A 2008. évi nyári olimpiai játékok éremtáblázata röplabdában | A 2008. évi nyári olimpiai játékok éremtáblázata röplabdában | A 2008. évi nyári olimpiai játékok éremtáblázata röplabdában | A 2008. évi nyári olimpiai játékok éremtáblázata röplabdában | Olimpia  |
| ------------------------------------------------------------ | ------------------------------------------------------------ | ------------------------------------------------------------ | ------------------------------------------------------------ | ------------------------------------------------------------ | -------- |
|                                                              | Ország                                                       | Arany                                                        | Ezüst                                                        | Bronz                                                        | Összesen |
| 1.                                                           | Egyesült Államok (USA)                                       | 3                                                            | 1                                                            | 0                                                            | 4        |
| 2.                                                           | Brazília (BRA)                                               | 1                                                            | 2                                                            | 1                                                            | 4        |
|                                                              |                                                              |                                                              |                                                              |                                                              |          |
| 3.                                                           | Kína (CHN)                                                   | 0                                                            | 1                                                            | 2                                                            | 3        |
|                                                              |                                                              |                                                              |                                                              |                                                              |          |
| 4.                                                           | Oroszország (RUS)                                            | 0                                                            | 0                                                            | 1                                                            | 1        |
|                                                              |                                                              |                                                              |                                                              |                                                              |          |
| Összesen                                                     | Összesen                                                     | 4                                                            | 4                                                            | 4                                                            | 12       |

## Érmesek

### Férfi teremröplabda
| A 2008. évi nyári olimpiai játékok érmesei férfi röplabdában | A 2008. évi nyári olimpiai játékok érmesei férfi röplabdában | A 2008. évi nyári olimpiai játékok érmesei férfi röplabdában | A 2008. évi nyári olimpiai játékok érmesei férfi röplabdában |
| --- | --- | --- | ------------------------------------------------------------ |
| Arany | Ezüst | Bronz |                                                              |
| Egyesült Államok (USA) | Brazília (BRA) | Oroszország (RUS) |                                                              |
| Lloy Ball Sean Rooney David Lee Richard Lambourne William Priddy Ryan Millar Riley Salmon Thomas Hoff Clayton Stanley Kevin Hansen Gabriel Gardner Scott Touzinsky | Bruno Rezende Marcelo Elgarten André Heller Samuel Fuchs Gilberto Godoy Filho Murilo Endres André Nascimento Sérgio Santos Anderson Rodrigues Gustavo Endres Rodrigo Santana Dante Guimarães Amaral | Alekszandr Kornyejev Szemjon Poltavszkij Alekszandr Koszarev Szergej Grankin Szergej Tyetyuhin Vagyim Hamutckih Jurij Berezsko Alekszej Osztapenko Alekszandr Volkov Alekszej Verbov Makszim Mihajlov Alekszej Kulesov |                                                              |

### Női teremröplabda
| A 2008. évi nyári olimpiai játékok érmesei női röplabdában | A 2008. évi nyári olimpiai játékok érmesei női röplabdában | A 2008. évi nyári olimpiai játékok érmesei női röplabdában | A 2008. évi nyári olimpiai játékok érmesei női röplabdában |
| --- | --- | --- | ---------------------------------------------------------- |
| Arany | Ezüst | Bronz |                                                            |
| Brazília (BRA) | Egyesült Államok (USA) | Kína (CHN) |                                                            |
| Walewska Oliveira Carolina Albuquerque Marianne Steinbrecher Paula Pequeno Thaísa Menezes Hélia Rogério Souza Valeska Menezes Fabiana Claudino Welissa Gonzaga Jaqueline Carvalho Sheilla Castro Fabiana de Oliveira | Ogonna Nnamani Danielle Scott-Arruda Tayyiba Haneef-Park Lindsey Berg Stacy Sykora Nicole Davis Heather Bown Jennifer Joines Kim Glass Robyn Ah Mow-Santos Kim Willoughby Logan Tom | Vang Ji-mej (Wang Yimei) Feng Kun Jang Hao (Yang Hao) Liu Ja-nan (Liu Yanan) Vej Csiu-jüe (Wei Qiuyue) Hszü Jün-li (Xu Yunli) Csou Szu-hung (Zhou Suhong) Csao Zsuj-zsuj (Zhao Ruirui) Hszüe Ming (Xue Ming) Li Csüan (Li Juan) Csang Na (Zhang Na) Ma Jün-ven (Ma Yunwen) |                                                            |

### Férfi strandröplabda
| A 2008. évi nyári olimpiai játékok érmesei férfi strandröplabdában | A 2008. évi nyári olimpiai játékok érmesei férfi strandröplabdában | A 2008. évi nyári olimpiai játékok érmesei férfi strandröplabdában | A 2008. évi nyári olimpiai játékok érmesei férfi strandröplabdában |
| ------------------------------------------------------------------ | ------------------------------------------------------------------ | ------------------------------------------------------------------ | ------------------------------------------------------------------ |
| Arany                                                              | Ezüst                                                              | Bronz                                                              |                                                                    |
| Egyesült Államok (USA)                                             | Brazília (BRA)                                                     | Brazília (BRA)                                                     |                                                                    |
| Todd Rogers Phil Dalhausser                                        | Fabio Luiz Magalhães Márcio Araújo                                 | Ricardo Santos Emanuel Rego                                        |                                                                    |

### Női strandröplabda
| A 2008. évi nyári olimpiai játékok érmesei női strandröplabdában | A 2008. évi nyári olimpiai játékok érmesei női strandröplabdában | A 2008. évi nyári olimpiai játékok érmesei női strandröplabdában | A 2008. évi nyári olimpiai játékok érmesei női strandröplabdában |
| ---------------------------------------------------------------- | ---------------------------------------------------------------- | ---------------------------------------------------------------- | ---------------------------------------------------------------- |
| Arany                                                            | Ezüst                                                            | Bronz                                                            |                                                                  |
| Egyesült Államok (USA)                                           | Kína (CHN)                                                       | Kína (CHN)                                                       |                                                                  |
| Kerri Walsh Misty May-Treanor                                    | Tien Csia (Tian Jia) Vang Csie (Wang Jie)                        | Hszüe Csen (Xue Chen) Csang Hszi (Zhang Xi)                      |                                                                  |